# Concile de Whitby
Le concile de Whitby est un concile important qui a mené à l’unification temporaire des Églises catholiques en Grande-Bretagne et à la réduction de l’écart entre l’Église de Rome et les Églises celtes, notamment dans la doctrine. Il a été convoqué par le roi Oswiu de Northumbrie en 663 et 664 à l’abbaye de Whitby, monastère double dirigé par sainte Hilda, à Whitby, dans le Nord-Est de l’Angleterre.
Bède le Vénérable décrit les procédures en détail dans son Histoire ecclésiastique du peuple anglais, mais écrit plus de 70 ans après les évènements, s’appuyant sur le témoignage d’Étienne de Ripon dans sa Vita sancti Wilfrithi, ainsi que d'autres personnes ayant connu des participants au concile. Des indications complémentaires sont données par Étienne de Ripon. La Chronique anglo-saxonne n’évoque pas ce concile, pas plus que les archives papales.

## Le problème
La chrétienté en Grande-Bretagne existait sous deux formes : le christianisme celte, dominant en Écosse, au pays de Galles, et au nord de l’Angleterre, né du travail d’évangélisation des moines irlandais (saint Colomba et saint Brendan) ; et le christianisme romain, dans le sud et le centre de l’Angleterre, établi par la première mission internationale papale par Augustin de Cantorbéry. Les deux chrétientés étaient proches, mais avec des variantes dans certains rites essentiels.
Les sujets réels de controverse étaient assez mineurs. Les points principaux de discussion étaient le mode de calcul de la date de Pâques et le style de la tonsure portée par les moines. Cependant, le parti l’emportant sur ces questions serait reconnu comme détenant l’autorité sur la Grande-Bretagne, avec les conséquences possibles sur l’émergence d’une Église internationale. En effet, les moines missionnaires irlandais réévangélisaient le continent, et implantaient leurs propres usages concurrents de ceux de Rome. L’écart choquait depuis assez longtemps, et déjà saint Colomban avait demandé au pape de résoudre le problème.
Ces problèmes avaient surgi alors que le roi de Northumbrie, qui suivait la pratique celte — issue de l’ancien comput antique —, avait fêté Pâques et interrompu le jeune de Carême, alors que la reine, suivant la pratique réformée de Rome, continuait de jeûner.

## Décision du concile
Le roi Oswiu avec l’évêque Colman et Chad représentent la tradition celte, qui avait conservé l’ancien mode de calcul, les îles Britanniques s’étant retrouvé isolées de l’Église romaine. Alhfrith, fils d’Oswiu, Wilfrid, et l’évêque Agilbert défendent le point de vue de Rome. 
Étienne de Ripon indique que Colman se référait à l’usage de saint Jean apôtre et à l’autorité de Colomba, Wilfrid lui prenant appui sur saint Pierre et les décisions du concile de Nicée. Le problème est finalement résolu par la décision d’Oswiu de ne pas offenser saint Pierre : « Je n’irai pas plus longtemps à l’encontre des décrets de celui qui garde les portes du Ciel, de peur qu’il m’en refuse l’entrée. »
Cette décision a des conséquences qui dépassent la simple discipline interne à l’Église.

## Conséquences
Le concile de Whitby est une étape clé de l’histoire de l’Église en Grande-Bretagne, mais aussi de l’Église catholique en général. Cela est dû au fait que des représentants du Nord comme du Sud sont venus débattre en Northumbrie du futur de l’Église, ce qui pousse beaucoup d’historiens à croire que ce concile a effectivement mis hors-la-loi les pratiques de l’Église celte dans toute la Chrétienté.
Les pratiques romaines sont donc adoptées par les Northumbriens, les tenants des traditions celtiques se retirent en Écosse, ainsi qu'en Irlande.
L’unification totale et l’intégration à l’Église catholique romaine sous l’autorité du pape est achevée aux conciles de Hertford (673) et de Hatfield (680), sous la direction diplomatique de Théodore de Tarse, moine grec de l’Église orthodoxe, consacré archevêque de Cantorbéry par le pape Vitalien, arrivé en Angleterre en 669. Ces conciles mettent en avant l’unité, définissent les limites de juridiction et restreignent les interférences entre les différentes Églises.